# Hassan Lingani
Hassan Lingani (nacido 30 de diciembre de 1987 en Abobo) es un futbolista profesional marfileño, que milita actualmente en el AS Béziers de la Ligue 2 de Francia.

## Carrera
Lingani inició su carrera profesional en el Athletique D'Adjame de Costa de Marfil, jugando conjuntamente con sus compatriotas Seydou Doumbia y Thierry Doubai siendo estos tres jugadores los más talentosos de la escuela de dicho equipo. Luego de jugar algunos años en el Athletique D'Adjame, en julio de 2007 pasó a jugar al US Albi de Francia, pasando luego, en el verano de 2009, al SC Bastia de la Segunda división de Francia. El 31 de diciembre de 2009 deja el Bastia luego de jugar 8 partidos en la primera mitad de la Temporada 2009/2010, para unirse al Young Boys de la capital Suiza.

## Vida personal
Su medio hermano Issoumaila Dao es también un futbolista profesional, que actualmente juega para el US Luzenac de la Tercera división de Francia.

## Clubes
| Club                | País            | Año             |
| ------------------- | --------------- | --------------- |
| Athletique D'Adjame | Costa de Marfil | ¿?              |
| US Albi             | Francia         | 2007 - 2009     |
| SC Bastia           | Francia         | 2009            |
| Young Boys          | Suiza           | 2010 - 2013     |
| Illzach Modenheim   | Francia         | 2013            |
| USL Dunkerque       | Francia         | 2013 - 2014     |
| Muret               | Francia         | 2014 - 2015     |
| Fonsorbes           | Francia         | 2015 - 2016     |
| Jura Sud Foot       | Francia         | 2016 - 2017     |
| AS Béziers          | Francia         | 2017 - Presente |